# Эберхард II (маркграф Крайны)

Маркграфство Крайна на карте Восточной Германии

Эберхард II (нем. Eberhard II. von Ebersberg; ок. 995 — 24 июля 1041/1044) — граф Эберсберга в 1001—1040 годах, маркграф Крайны с 1040 года, фогт Эберсберга и Гайзенфельда с 1037 года.
Младший сын Ульриха фон Эберсберга и Рихардис фон Эппенштайн, дочери графа Маркварта II фон Фибах.
Вместе с братом Адальбероном II обновил монастырь Эберсберг и основал монастырь Гайзенфельд, и был их фогтом.
В 1040 году упоминается в качестве маркграфа Крайны.
Женой Эберхарда II была Адельгейда Саксонская (ум. 6 февраля 1037). Дети:
- Виллибурга, аббатиса в Гайзенфельде
- трое сыновей умерли в детском возрасте.

После смерти Эберхарда II маркграфство Крайна перешло внуку его сестры Виллибурги Ульриху I фон Веймар-Орламюнде.